# Эггер, Анна
А́нна Э́ггер (нем. Anna Egger) — австрийская кёрлингистка.
В составе женской сборной Австрии участница чемпионата мира (заняли девятое место) и пяти чемпионатов Европы (наивысшее занятое место — девятое).
Играла в основном на позиции второго.

## Достижения
- Чемпионат Австрии по кёрлингу среди женщин: золото (1991, 1992, 1994), серебро (1984, 1990, 1993).

## Команды
| Сезон   | Четвёртый          | Третий             | Второй             | Первый         | Запасной       | Турниры            |
| ------- | ------------------ | ------------------ | ------------------ | -------------- | -------------- | ------------------ |
| 1986—87 | Лилли Хуммельт     | Анна Эггер         | Andrea von Malberg | Jutta Kober    |                | ЧЕ 1986 (12 место) |
| 1990—91 | Эдельтрауд Куделка | Маргит Хольцер     | Анна Эггер         | Вероника Хубер | Лилли Хуммельт | ЧЕ 1990 (9 место)  |
| 1990—91 | Вероника Хубер     | Эдельтрауд Куделка | Анна Эггер         | Маргит Хольцер | Лилли Хуммельт | ЧМ 1991 (9 место)  |
| 1991—92 | Эдельтрауд Куделка | Маргит Хольцер     | Анна Эггер         | Вероника Хубер |                | ЧЕ 1991 (9 место)  |
| 1992—93 | Эдельтрауд Куделка | Вероника Хубер     | Маргит Хольцер     | Анна Эггер     |                | ЧЕ 1992 (10 место) |
| 1994—95 | Эдельтрауд Куделка | Маргит Хольцер     | Анна Эггер         | Elke Koudelka  | Вероника Хубер | ЧЕ 1994 (9 место)  |

(скипы выделены полужирным шрифтом)